# Chlorophorus lingnanensis
Chlorophorus lingnanensis är en skalbaggsart som beskrevs av J. Linsley Gressitt 1951. Chlorophorus lingnanensis ingår i släktet Chlorophorus och familjen långhorningar. Inga underarter finns listade i Catalogue of Life.